# Arroyo Pedernal Grande
Der Arroyo Pedernal Grande ist ein Fluss in Uruguay.
Er entspringt auf dem Gebiet des Departamento Canelones in der Cuchilla Grande östlich der Ortschaft Tala und nördlich von Migues. Von dort fließt er zunächst in südwestliche Richtung. Einige Kilometer südlich von Tala ändert er jedoch kurz nach der Unterquerung der Ruta 80 seinen Weg durch das Departamento nach Nordwesten. Sodann fließt er in etwa zwei Kilometer Entfernung südwestlich an Tala vorbei, wobei die Ruta 7 über ihn führt. Er mündet schließlich westlich von Tala linksseitig in den Arroyo del Tala.